# Generali Ladies Linz 2008
Il Generali Ladies Linz 2008 è stato un torneo di tennis giocato sul cemento indoor. È stata la 22ª edizione del Generali Ladies Linz, che fa parte della categoria Tier II nell'ambito del WTA Tour 2008. Si è giocato a Linz, in Austria,dal 20 ottobre al 26 ottobre 2008.

## Campionesse

### Singolare
Ana Ivanović ha battuto in finale  Vera Zvonarëva con il punteggio di 6–2, 6–1

### Doppio
Katarina Srebotnik /  Ai Sugiyama hanno battuto in finale  Cara Black /  Liezel Huber con il punteggio di 6–4, 7–5